# Gordon Coles
Frederick Gordon Coles (17 tháng 11 năm 1875 – 22 tháng 4 năm 1947) là một cầu thủ bóng đá người Anh thi đấu ở vị trí wing half.